# Sobięcinka
Sobięcinka – potok w południowo-zachodniej Polsce w woj. dolnośląskim w Sudetach Środkowych, w Górach Wałbrzyskich.
Potok o długości 2,09 km, lewy dopływ Pełcznicy jest ciekiem V rzędu należącym do dorzecza Odry, zlewiska Morza Bałtyckiego.

## Charakterystyka
Sobięcinka swój początek bierze z dwóch stawów na wysokości ok. 490 m n.p.m. przy byłym szybie kopalni „Victoria" w południowo-zachodniej części Wałbrzycha w dzielnicy Sobięcin. W górnym biegu potok spływa w kierunku północnym. Niżej na poziomie ok. 460 m n.p.m., w rejonie ulicy Zachodniej i Placu Marceliny Darowskiej potok ujęty jest w betonowy rurociąg o średnicy 1,0 m, którym płynie na odcinku ok. 1,8 km. do rejonu hałd przy ulicy Wschodniej, gdzie zaczyna się otwarte koryto potoku, którym potok płynie ok. 870 m, w kierunku północno-wschodnim w stronę śródmieścia do skrzyżowania ulic Kolejowej i P. Wysockiego. Od skrzyżowania potok został skanalizowany i obecnie płynie w betonowym tunelu pod powierzchnią ziemi na północny wschód w kierunku śródmieścia Wałbrzycha, gdzie na wysokości ok. 440 m n.p.m., uchodzi do Pełcznicy. Koryto rzeki kamienisto-żwirowe spękane i na ogół przepuszczalne. W większości swojego biegu płynie wśród terenów mocno zurbanizowanych. Zasadniczy kierunek biegu rzeki jest północno-wschodni. Jest to potok odwadniający ze swymi dopływam obszar Sobięcina i centrum Wałbrzycha. Potok prawie w całym biegu jest uregulowany. Na całej długości charakteryzuje się małymi spadkami podłużnymi dna i stosunkowo małymi spadkami poprzecznymi. W zlewni brak jest zbiorników retencyjnych a przewagę stanowią tereny o skupionej zabudowie mieszkaniowej przeważnie miejskiej. Zlewnia została zabudowana obiektami mieszkalnymi i przemysłowymi co ma wpływ na warunki hydrologiczne potoku.

## Inne
- W związku z działalnością przemysłową kopalń węgla kamiennego w Wałbrzychu, koryto potoku zostało w przeszłości przesunięte w stosunku do pierwotnego. Największe zmiany w kierunku płynięcia potoku miały miejsce w jego dolnym odcinku, między torami kolejowymi biegnącymi z Wałbrzycha Głównego do Wałbrzycha Miasta a ulicą Wysockiego w śródmieściu. Część doliny Sobięcinki została zasypana skałami płonnym, które utworzyły hałdę o powierzchni 30 ha i wysokości 36 m. Wskutek nadbudowania hałdy koryto Sobięcinki zostało przesunięte o kilkanaście metrów na południe na odcinku około 1 km. Miejscami ciek ten płynie wyraźnym sztucznym przekopem w hałdzie, np. w rejonie ulicy A. Kochanka w Sobięcinie[3].
- Na początku XX w. potok został skanalizowany i częściowe przykryty, co w znacznym stopniu przyczyniło się  do poprawy warunków sanitarnych i zdrowotnych w Wałbrzychu i Szczawnie Zdroju. Prace sfinansował Hochberg Hans Heinrich XI książę z Książa[4].

Potok nazwę przyjął od wałbrzyskiej dzielnicy Sobięcin, przez którą przepływa.

## Dopływy
Kilka bezimiennych strumieni i potoków mających źródła na zboczach przyległych wzniesień.

## Miejscowości nad rzeką
Wałbrzych